# HD 32515
HD 32515 är en ensam stjärna i den norra delen av stjärnbilden Gravstickeln. Den har en skenbar magnitud av ca 5,90 och är svagt synlig för blotta ögat där ljusföroreningar ej förekommer. Baserat på parallax enligt Gaia Data Release 2 på ca 10,1 mas, beräknas den befinna sig på ett avstånd på ca 324 ljusår (ca 99 parsek) från solen. Den rör sig bort från solen med en heliocentrisk radialhastighet på ca 29 km/s.

## Egenskaper
HD 32515 är en orange till gul jättestjärna av spektralklass K2 III. Den har en massa som är ca 1,5 solmassor, en radie som, baserat på en uppmätt vinkeldiameter (kompenserad för randfördunkling) på 1,03 ± 0,07 mas, är ca 11 solradier och har ca 56 gånger solens utstrålning av energi från dess fotosfär vid en effektiv temperatur av ca 4 500 K.